# Elizabeth Hess
Elizabeth Hess, née le 17 juillet 1953, est une actrice, dramaturge et metteuse en scène canado-américaine.

## Biographie
Originaire de l’Ontario, Elizabeth Hesse suit une formation à la London Academy of Music and Dramatic Art (LAMDA), et étudie en privé avec le conseiller d'acteurs et d'actrices, Harold Guskin. Elle a enseigné l'art dramatique à la Tisch School of the Arts de l'Université de New York (NYU), à l'Université Fordham, au Eugene O'Neill Theater Center et au National Theater Institute.

### Carrière professionnelle
Elizabeth Hess est principalement reconnue pour son interprétation du rôle de Janet Darling, mère de Clarissa Darling dans la sitcom américaine Clarissa Explains It All,,,. Elle est également apparue dans plusieurs épisodes de la série policière New York, Police judiciaire (Law & Order).
La comédienne multiplie les rôles à Broadway et Off-Broadway, au théâtre régional, à la télévision, dans des films indépendants et des documentaires. Au théâtre, elle interprète le rôle de Renée dans la production M. Butterfly. La pièce est récompensée de trois Tony Award en 1988.

## Filmographie

### Courts métrages
- 1997 : A Bedtime Story de Ron Brown : l’épouse
- 1998 : Italian Lessons de Vincent Sassone : Caterina
- 2001 : Buddy & Grace de Claudia Myers : Audra
- 2013 : Screen Tests de Tyler Miguel Mercer

### Télévision
- 1985 : Brigade de nuit : Lisa Garfield
- 1987 : La force du destin : Linette
- 1991-1994 : Clarissa Explains It All : Janet Darling
- 2008 : Soldier's Heart : Taylor
- 2009 : Handsome Harry : la mère de Kagan
- 2012 : Dick Punch : Karen
- 2000-2004 : New York - Police judiciaire

### Documentaires
- 2009 : The Heretics de Joan Braderman[8]